# Ulrike Müller (Künstlerin)

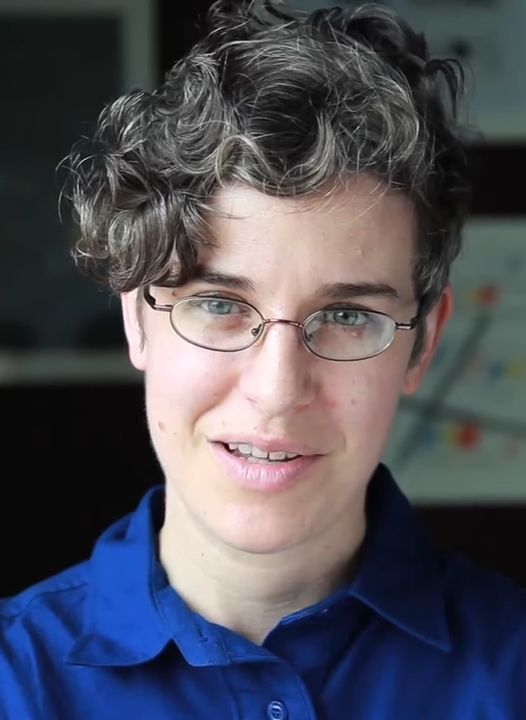
Ulrike Müller (2012)

Ulrike Müller (geboren 1971 in Brixlegg, Österreich) ist eine zeitgenössische bildende Künstlerin. Müller ist Teil der genderqueeren, feministischen KünstlerInnengruppe LTTR  und Mitherausgeberin der gleichnamigen Zeitschrift. Sie vertrat 2011 Österreich bei der Biennale in Kairo. Sie lebt in New York City und unterrichtet am Bard College in Annandale-on-Hudson, New York. 2019 war sie die einzige österreichische Künstlerin, die bei der Hauptausstellung der Biennale di Venezia ausgestellt wird.

## Leben
Ulrike Müller wurde 1971 in Brixlegg geboren. Zwischen 1991 und 1996 studierte sie Malerei an der Akademie der bildenden Künste Wien. Zudem studierte sie das Fach an der Universität für angewandte Kunst Wien. Sie absolvierte das Whitney Museum Independent Study Program und das PS1 Studio Program.

## Karriere
Müllers Arbeit beschäftigt sich mit gegenwärtiger feministischen und genderqueeren Fragestellungen, in einer Fortführung der feministischen Bewegung seit den 1970er Jahren. Sie ist Teil des feministisch-queeren Kollektivs LTTR. Die von ihr angewandten Techniken umfassen Malerei, Performance, Skulptur, Editionen, Geometrie, Abstraktion, Video/Audio und Textil, um Fragen des Körpers und der Identitätspolitik zu erkunden. Dabei bricht sie die Dualität der Geschlechter auf und hinterfragt diese. Für ihre Ausstellung Raw/Cooked im Brooklyn Museum im Jahr 2012 lud sie eine Reihe feministischer und queerer Künstlerinnen ein – darunter Nicole Eisenman, A.L. Steiner and Amy Sillman –, die T-Shirt-Zitate aus den Lesbian Herstory Archives (Brooklyn) umsetzen sollten.
Gegenwärtig unterrichtet Ulrike Müller Malerei an der Milton Avery Graduate School of the Arts des Bard College. Zuvor war sie Fakultätsmitglied des Vermont College of Fine Arts und hat Malerei/Druckgrafik an der Yale University unterrichtet.

### Themen
Müllers Kunst spielt mit Abstraktion und Repräsentation, um soziale und individuelle Erfahrungen zu hinterfragen und die Grenzen zwischen Kunstwerk und Betrachter zu verwischen. Sie möchte traditionelle Gendernormen aufbrechen und aus feministischer Perspektive Alternativen anbieten. Müllers Bilder sind stark beeinflusst von der Geometrischen Abstraktion, um ein enges Verhältnis zwischen Farbe und Form zu erzeugen. Mit ihren Bildern untersucht sie, wie Farbe und Form Konzepte von Darstellung, Identität und Körperlichkeit gestalten. Müllers Werk ordnet sich dem radikalen Feminismus zu, womit sie herkömmliche Bereiche abstrakter und geometrischer Malerei verlässt. Dabei schafft sie Bezüge zwischen Gestalt, sozialem Kontext und Identität.

### Herstory Inventory
Herstory Inventory war eine Ausstellung in der Reihe Raw/Cooked des Brooklyn Museum, die sich als Konversation und Antwort auf die feministische Arbeit The Dinner Party von Judy Chicago aus den Jahren 1974–79 verstand. The Dinner Party zeigte fotografische Arbeiten mit dem Vorhaben, weniger bekannten Kunstwerken zu Anerkennung zu verhelfen. Müller wandelte dieses Konzept ab, indem sie feministische und queere Künstler aufforderte, Zitate von T-Shirts des Lesbian Herstory Archives als zweidimensionale Kunst umzusetzen. Herstory schreibt Geschichte von einer feministischen Perspektive, dabei die Rolle von Frauen betonend und ihren Blickwinkel einnehmend. Raw/Cooked hatte eine Reihe von Ergebnissen, denen gemeinsam war, das Verhältnis zwischen Abstraktion und Repräsentation zu untersuchen. Der Erfolg des Projektes rührte auch daher, dass es verschiedenste Künstlerinnen und Künstler vertrat.

## Anerkennung
Müller ist bekannt für ihre Bemühungen, überholte Ideen von Darstellbarkeit und Ausdruck im Feminismus neu zu sichten. In zahlreichen Ausstellungen setzte sie sich für weniger bekannte Künstler ein und bemühte sich, Regeln des Patriarchats zu brechen.  Sie ist zudem berühmt dafür, Grenzen des jeweils verwendete Mediums auszuloten, um Formen des Körpers und deren jeweilige Verbindung zur Welt auszugestalten. Die Kunstöffentlichkeit schätzt Müllers Erneuerung des Modernen Abstraktionismus und ihre Umgestaltung, mit der Fragen der Außenwelt gestellt werden können, wie jene von Gender und Körper. Mit subtilen Mitteln und Erneuerung von Geschichtsschreibung gelingen ihr neue Betrachtungsweisen von Kunstgeschichte und feministische Geschichte. Sie zeigt, wie diese die Gegenwart beeinflussen und repräsentieren.

### Einzelausstellungen (Auswahl)
- Monument to My Paper Body, Ludwig Forum für Internationale Kunst, Aachen (2023–2024)
- Container, Kunstverein für die Rheinlande und Westfalen, Düsseldorf (2018)[15]
- And Then Some, Callicoon Fine Arts, New York (2016)[16]
- The old expressions are with us always and there are always others, Museum Moderner Kunst Foundation Ludwig Vienna (2015)[17]
- Weather, Callicoon Fine Arts, New York (2014)
- ohne Titel, Kunstraum Lakeside, Klagenfurt, Österreich (2014)
- Herstory Inventory, Brooklyn Museum (2012)[18]
- Feminism Formalism, Steinle Contemporary, München (2010)
- Fever 013, Artpace, San Antonio (2010)
- Ten in One (2004)[19]

### Gruppenausstellungen (Auswahl)
- 57th Carnegie International, Carnegie Museum of Art Pittsburgh, PA (2018)
- Trigger: Gender as a Tool and a Weapon, New Museum, New York (2017)
- 78th Whitney Biennial, New York, (17. März – 11. Juni 2017)[20]
- Dropout at Site 131, Callicoon Fine Arts, New York (2016)[21]
- Invisible Adversaries, Hessel Museum of Art, Annandale-on-Hudson (2016)
- Blackness in Abstraction, Pace Gallery, New York (2016)
- Painting 2.0: Expression in the Information Age, Museum Brandhorst München (2015) and mumok Museum Moderner Kunst Stiftung Ludwig, Wien (2016)[22]
- Always, Always, Others (2015)[1]
- Herstory Inventory: 100 Feminist Drawings by 100 Artists, Kunsthaus Bregenz (2012)[23]
- Sonic Episodes, Dia Art Foundation (2009)[24]
- Unmonumental Audio, New Museum (2008)[25]

### Preise
- 2017: Preis für Zeitgenössische Kunst des Landes Tirol[26]
- 2020: Kunstpreis der Böttcherstraße in Bremen[27]

### Veröffentlichungen (Auswahl)
- Work the Room. A Handbook on Performance Strategies. OE/b_books, 2006. (Herausgeberin)
- An Idea-Driven Social Space. Ulrike Müller and Andrea Geyer. Grey Room 35, MIT Press. Cambridge. 2009.
- Fever 103, Franza, and Quilts. Dancing Foxes Press, 2012.
- Herstory Inventory. Dancing Foxes Press, 2014.
- (mit Manuela Ammer:) Always, Always, Others mumok Vienna und Dancing Foxes Press, 2017